# Napoleon Dynamite
Pour les articles homonymes, voir Napoleon Dynamite (série télévisée) et Dynamite (homonymie).
Pour plus de détails, voir Fiche technique et Distribution.
Napoleon Dynamite est un film américain réalisé par Jared Hess. Il est sorti aux États-Unis et au Canada en 2004.

## Synopsis
Napoleon Dynamite est un lycéen nerd qui vit dans la ville de Preston, dans l'Idaho aux États-Unis. Il vit chez sa grand-mère avec Kip, son grand frère de trente-deux ans qui passe son temps à chatter sur Internet.
Après un accident de quad de leur grand-mère, leur oncle Rico vient prendre soin d'eux. Avec Kip, il décide de se lancer dans le porte-à-porte pour vendre des objets en plastique.
Dans le même temps, Napoleon se lie d'amitié avec Pedro, un nouvel élève mexicain. Ensemble, ils essayent de trouver une fille à inviter au bal du lycée. Ils font ainsi la connaissance de Deb, une jeune fille timide, passionnée de photographie.
Napoleon pousse alors son ami Pedro à se présenter aux élections du lycée et à mener campagne avec lui contre la fille la plus populaire du lycée. Pedro arrive à se faire élire, notamment grâce à une danse de Napoleon après la présentation de son programme. Kip se marie avec une femme originaire de Détroit, qu'il a connue en discutant sur Internet.

## Fiche technique
- Titre : Napoleon Dynamite
- Réalisation : Jared Hess
- Scénario : Jared Hess et Jerusha Hess
- Musique : John Swihart (en)
- Pays de production :  États-Unis
- Langue originale : anglais
- Format : Panavision, 35 mm, couleurs, son Dolby numérique
- Genre : comédie
- Durée : 86 minutes
- Date de sortie :
  - États-Unis : 17 janvier 2004 (Festival de Sundance) ; 11 juin 2004 (sortie limitée) ; 27 août 2004 (sortie nationale)
  - Canada : 11 juin 2004 (sortie limitée)
  - France : 21 décembre 2004 (sortie directe en vidéo)

## Distribution
- Jon Heder (VF : Sébastien Desjours ; VQ : Xavier Morin-Lefort) : Napoleon Dynamite
- Jon Gries (VQ : Alain Zouvi) : Rico, l'oncle de Napoleon
- Aaron Ruell (en) (VF : Yann Pichon ; VQ : Philippe Martin) : Kiplin Ronald Dynamite, dit Kip, le frère de Napoleon
- Efren Ramirez (VF : Charles Pestel ; VQ : Hugolin Chevrette) : Pedro Sanchez
- Tina Majorino (VQ : Charlotte Mondoux) : Deborah, dite Deb
- Shondrella Avery : LaFawnduh Lucas
- Haylie Duff (VQ : Geneviève Désilets) : Summer Wheatley
- Diedrich Bader (VQ : Jean-Luc Montminy) : Rex
- Sandy Martin : Carlinda, la grand-mère de Napoleon
- Ellen Dubin : Ilene
- Emily Kennard : Trisha

Légende : VQ = version québécoise

## Adaptation
Napoleon Dynamite est adapté en jeu vidéo en 2007 sur Nintendo DS et PlayStation Portable.

## Distinctions
- Festival de Sundance 2005 : en compétition
- Satellite Awards 2005 : meilleure musique originale
- MTV Movie Awards 2005 : meilleur film, meilleure révélation masculine pour Jon Heder, meilleure performance musicale (pour la danse de l'élection)
- Teen Choice Awards 2005 : meilleur film de comédie

## Informations diverses
- Dans la première saison d’Epic Rap Battles of History, Napoléon Dynamite affronte l'empereur des Français, Napoléon
- Le nom « Napoleon Dynamite » a été utilisé par Elvis Costello comme pseudonyme pour son album de 1986 Blood and Chocolate.
- Le film a été tourné en 22 jours.
- Le montage du film a été fait dans l'appartement du producteur Jeremy Coon avec un Macintosh et le logiciel Final Cut Pro, pour un budget de 6 000 dollars)
- Le cachet de Jon Heder pour jouer Napoleon Dynamite s'élève à mille dollars. Le film a rapporté plus de 40 millions de dollars aux États-Unis.
- À la suite du succès inattendu du film dans les festivals (dont celui de Sundance) et dans certaines grandes villes américaines, la Fox a ressorti Napoleon Dynamite dans beaucoup plus de salles aux États-Unis.
- Lors de la ressortie nationale du film, la Fox a ajouté une scène de cinq minutes après le générique de fin. Cet épilogue a été fait après le tournage initial. Son coût s'élève à la moitié du budget total du film.
- Jon Heder a dessiné tous les dessins du film, à l'exception de la licorne.
- La scène de danse fut la dernière à être tournée. Il ne restait que dix minutes de pellicule pour la mettre en boîte. La danse des elfes de sang dans le jeu World of Warcraft et la danse des ritualistes dans le jeu Guild Wars ont été inspirées de cette scène.
- Le réalisateur Jared Hess a laissé Jon Heder improviser et danser sur trois chansons différentes. Hess a ensuite gardé les meilleurs mouvements de chaque scène et les a réunis pour n'en faire qu'une.
- Heder avoue avoir emprunté des figures à Michael Jackson, aux Backstreet Boys, à John Travolta et à Soul Train. Il en a aussi inventé lui-même.
- Jon Gries (oncle Rico) a dû tourner plusieurs scènes dans lesquelles il mange des steaks. L'acteur est en réalité végétarien et crachait chaque morceau de viande qu'il mâchait à la fin des prises.
- La scène où un fermier tue une vache devant un autobus scolaire est inspirée d'un véritable souvenir d'enfance du réalisateur.
- La présence du lama Tina est due à la passion pour les animaux des Andes de Heder, qui a longuement insisté auprès du réalisateur pour la présence de l'animal dans le film.
- La danse finale de Napoleon Dynamite est reprise dans le film Du sang et des larmes.